# Grand Prix moto d'Ulster

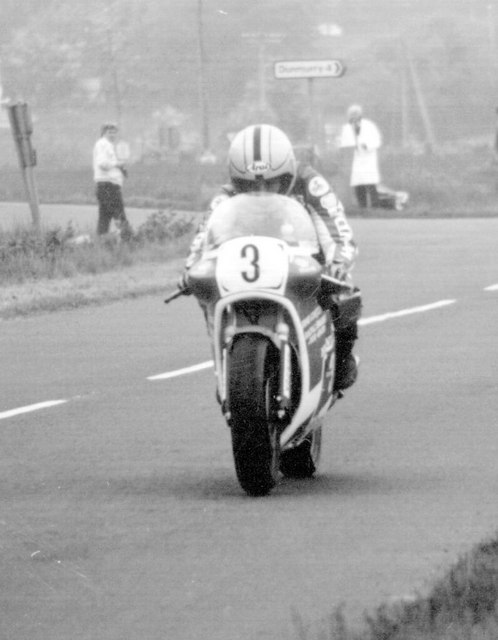
Joey Dunlop au Grand Prix d'Ulster 1982.

Le Grand Prix moto d'Ulster  est une course sur route de motos incluse dans les championnats du monde de vitesse moto de la FIM de 1949 à 1971. Il a porté le nom de Grand Prix d'Europe de 1935 à 1948. Il se court près de Belfast, en Irlande du Nord.

## Circuits utilisés
|  |  |

## Palmarès

### Par années
Les cases roses indiquent les courses qui n'ont pas fait partie du championnat du monde de vitesse moto.

Les années jaunes indiquent les courses qui ont fait partie du championnat d'Europe de vitesse moto.
| Année | Circuit | 250 cm3                        | 350 cm3                       | 600 cm3                 | >600 cm3                          | Résultats |
| ----- | ------- | ------------------------------ | ----------------------------- | ----------------------- | --------------------------------- | --------- |
| 1922  | Clady   | Wal Handley (OK-Blackburne)    | Fred Andrews (Trump-J.A.P.)   | Hubert Hassall (Norton) | Norman Metcalfe (Brough Superior) | Résultats |
| 1923  | Clady   | Wal Handley (Rex-Acme)         | Jimmy Shaw (Zenith)           | Joe Craig (Norton)      | -                                 | Résultats |
| 1924  | Clady   | Jock Porter (New Gerrard)      | Fred Andrews (New Imperial)   | Joe Craig (Norton)      | Stanley Woods (New Imperial)      | Résultats |
| 1925  | Clady   | Bill Colgan (Cotton)           | Gordon Burney (Royal Enfield) | Joe Craig (Norton)      | Stanley Woods (New Imperial)      | Résultats |
| 1926  | Clady   | Syd Crabtree (Crabtree-J.A.P.) | Wal Handley (Rex-Acme)        | Graham Walker (Sunbeam) | Joe Craig (Norton)                | Résultats |
| 1927  | Clady   | Bill Colgan (Cotton)           | Charlie Dodson (Sunbeam)      | Jimmy Shaw (Norton)     | Alex de Gourley (Norton)          | Résultats |
| 1928  | Clady   | F. Taylor (OK-Supreme)         | Frank Longman (Velocette)     | Graham Walker (Rudge)   | George Brockerton (Zenith)        | Résultats |

| Année     | Circuit   | 250 cm3                       | 350 cm3                    | 500 cm3                        | Résultats |
| --------- | --------- | ----------------------------- | -------------------------- | ------------------------------ | --------- |
| 1929      | Clady     | Frank Longman (OK-Supreme)    | Leo Davenport (A.J.S.)     | Graham Walker (Rudge)          | Résultats |
| 1930      | Clady     | Syd Gleave (SGS-J.A.P.)       | Leo Davenport (A.J.S.)     | Stanley Woods (Norton)         | Résultats |
| 1931      | Clady     | E. Mitchell (Rudge)           | Leo Davenport (Norton)     | Stanley Woods (Norton)         | Résultats |
| 1932      | Clady     | Ted Mellors (New Imperial)    | Henry Tyrell-Smith (Rudge) | Stanley Woods (Norton)         | Résultats |
| 1933      | Clady     | Charlie Dodson (New Imperial) | Wal Handley (Velocette)    | Stanley Woods (Norton)         | Résultats |
| 1934      | Clady     | Ernie Nott (Rudge)            | Jimmie Simpson (Norton)    | Walter Rusk (Velocette)        | Résultats |
| 1935      | Clady     | Arthur Geiss (DKW)            | Wal Handley (Velocette)    | Jimmie Guthrie (Norton)        | Résultats |
| 1936      | Clady     | Ginger Wood (New Imperial)    | Ernie Thomas (Velocette)   | Freddie Frith (Norton)         | Résultats |
| 1937      | Clady     | Ernie Thomas (DKW)            | Ted Mellors (Velocette)    | Jock West (en) (BMW)           | Résultats |
| 1938      | Clady     | Ernie Thomas (DKW)            | Ted Mellors (Velocette)    | Jock West (en) (BMW)           | Résultats |
| 1939      | Clady     | Les Martin (Excelsior)        | Stanley Woods (Velocette)  | Dorino Serafini (Gilera)       | Résultats |
| 1940-1945 | Non couru | -                             | -                          | -                              | -         |
| 1946      | Clady     | Les Martin (Excelsior)        | Vic Willoughby (Velocette) | Bruce Graham (Norton)          | Résultats |
| 1947      | Clady     | Maurice Cann (Moto Guzzi)     | John Lockett (Norton)      | Artie Bell (Norton)            | Résultats |
| 1948      | Clady     | Maurice Cann (Moto Guzzi)     | Freddie Frith (Velocette)  | Enrico Lorenzetti (Moto Guzzi) | Résultats |
| 1949      | Clady     | Maurice Cann (Moto Guzzi)     | Freddie Frith (Velocette)  | Les Graham (AJS)               | Résultats |

| Année | Circuit | 125 cm3                     | 250 cm3                       | 350 cm3                      | 500 cm3                      | Résultats |
| ----- | ------- | --------------------------- | ----------------------------- | ---------------------------- | ---------------------------- | --------- |
| 1950  | Clady   | Carlo Ubbiali (Mondial)     | Maurice Cann (Moto Guzzi)     | Bob Foster (Velocette)       | Geoff Duke (Norton)          | Résultats |
| 1951  | Clady   | Cromie McCandless (Mondial) | Bruno Ruffo (Moto Guzzi)      | Geoff Duke (Norton)          | Geoff Duke (Norton)          | Résultats |
| 1952  | Clady   | Cecil Sandford (MV Agusta)  | Maurice Cann (Moto Guzzi)     | Ken Kavanagh (Norton)        | Cromie McCandless (Gilera)   | Résultats |
| 1953  | Dundrod | Werner Haas (NSU)           | Reg Armstrong (NSU)           | Ken Mudford (Norton)         | Ken Kavanagh (Norton)        | Résultats |
| 1954  | Dundrod | Rupert Hollaus (NSU)        | Werner Haas (NSU)             | Ray Amm (Norton)             | Ray Amm (Norton)             | Résultats |
| 1955  | Dundrod | -                           | John Surtees (NSU)            | Bill Lomas (Moto Guzzi)      | Bill Lomas (Moto Guzzi)      | Résultats |
| 1956  | Dundrod | Carlo Ubbiali (MV Agusta)   | Luigi Taveri (MV Agusta)      | Bill Lomas (Moto Guzzi)      | John Hartle (Norton)         | Résultats |
| 1957  | Dundrod | Luigi Taveri (MV Agusta)    | Cecil Sandford (Mondial)      | Keith Campbell (Moto Guzzi)  | Libero Liberati (Gilera)     | Résultats |
| 1958  | Dundrod | Carlo Ubbiali (MV Agusta)   | Tarquinio Provini (MV Agusta) | John Surtees (MV Agusta)     | John Surtees (MV Agusta)     | Résultats |
| 1959  | Dundrod | Mike Hailwood (Ducati)      | Gary Hocking (MZ)             | John Surtees (MV Agusta)     | John Surtees (MV Agusta)     | Résultats |
| 1960  | Dundrod | Carlo Ubbiali (MV Agusta)   | Carlo Ubbiali (MV Agusta)     | John Surtees (MV Agusta)     | John Hartle (MV Agusta)      | Résultats |
| 1961  | Dundrod | Kunimitsu Takahashi (Honda) | Bob McIntyre (Honda)          | Gary Hocking (MV Agusta)     | Gary Hocking (MV Agusta)     | Résultats |
| 1962  | Dundrod | Luigi Taveri (Honda)        | Tommy Robb (Honda)            | Jim Redman (Honda)           | Mike Hailwood (MV Agusta)    | Résultats |
| 1963  | Dundrod | Hugh Anderson (Suzuki)      | Jim Redman (Honda)            | Jim Redman (Honda)           | Mike Hailwood (MV Agusta)    | Résultats |
| 1964  | Dundrod | Hugh Anderson (Suzuki)      | Phil Read (Yamaha)            | Jim Redman (Honda)           | Phil Read (Norton)           | Résultats |
| 1965  | Dundrod | Ernst Degner (Suzuki)       | Phil Read (Yamaha)            | Frantisek Stastny (Jawa)     | Dick Creith (Norton)         | Résultats |
| 1966  | Dundrod | Luigi Taveri (Honda)        | Ginger Molloy (Bultaco)       | Mike Hailwood (Honda)        | Mike Hailwood (Honda)        | Résultats |
| 1967  | Dundrod | Bill Ivy (Yamaha)           | Mike Hailwood (Honda)         | Giacomo Agostini (MV Agusta) | Mike Hailwood (Honda)        | Résultats |
| 1968  | Dundrod | Bill Ivy (Yamaha)           | Bill Ivy (Yamaha)             | Giacomo Agostini (MV Agusta) | Giacomo Agostini (MV Agusta) | Résultats |

| Année | Circuit | 50 cm3              | 250 cm3                  | 350 cm3                      | 500 cm3                      | Résultats |
| ----- | ------- | ------------------- | ------------------------ | ---------------------------- | ---------------------------- | --------- |
| 1969  | Dundrod | Angel Nieto (Derbi) | Kel Carruthers (Benelli) | Giacomo Agostini (MV Agusta) | Giacomo Agostini (MV Agusta) | Résultats |
| 1970  | Dundrod | Angel Nieto (Derbi) | Kel Carruthers (Yamaha)  | Giacomo Agostini (MV Agusta) | Giacomo Agostini (MV Agusta) | Résultats |
| 1971  | Dundrod | -                   | Ray McCullough (Yamaha)  | Peter Williams (MZ)          | Jack Findlay (Suzuki)        | Résultats |

#### À partir de 1972
Toutes les courses après 1971 ne font plus parties du championnat du monde de vitesse moto.
Les cases de couleur bleu ciel indiquent des épreuves de Formule TT (en).
| Année | Circuit           | Catégorie                                                              | Pilote                                       |                   |
| ----- | ----------------- | ---------------------------------------------------------------------- | -------------------------------------------- | ----------------- |
| 1972  | aucun Grand Prix. | aucun Grand Prix.                                                      | aucun Grand Prix.                            | aucun Grand Prix. |
|       |                   |                                                                        |                                              |                   |
| 1973  | Dundrod           | 250 cm³                                                                | John Williams (Yamaha)                       |                   |
| 1973  | Dundrod           | 350 cm³                                                                | John Williams (Yamaha)                       |                   |
| 1973  | Dundrod           | 500 cm³                                                                | John Williams (Yamaha)                       |                   |
| 1973  | Dundrod           | Side-car                                                               | Dennis Keen / Dave Houghton (König)          |                   |
|       |                   |                                                                        |                                              |                   |
| 1974  | Dundrod           | 250 cm³                                                                | Austin Hockley (Yamaha)                      |                   |
| 1974  | Dundrod           | 350 cm³                                                                | Tony Rutter (Yamaha)                         |                   |
| 1974  | Dundrod           | 500 cm³                                                                | Tony Rutter (Yamaha)                         |                   |
| 1974  | Dundrod           | Side-car                                                               | Dave Edgington / Tim Samways (Windle-König)  |                   |
|       |                   |                                                                        |                                              |                   |
| 1975  | Dundrod           | 250 cm³                                                                | Tony Rutter (Yamaha)                         |                   |
| 1975  | Dundrod           | 350 cm³                                                                | Ray McCullough (Yamaha)                      |                   |
| 1975  | Dundrod           | 500 cm³                                                                | Mervyn Robinson (Yamaha)                     |                   |
| 1975  | Dundrod           | 1000 cm³                                                               | Percy Tait (Yamaha)                          |                   |
| 1975  | Dundrod           | Side-car                                                               | Ronnie McConnell / G. Stewart (Triumph)      |                   |
|       |                   |                                                                        |                                              |                   |
| 1976  | Dundrod           | 250 cm³                                                                | Ray McCullough (Yamaha)                      |                   |
| 1976  | Dundrod           | 350 cm³                                                                | Ray McCullough (Yamaha)                      |                   |
| 1976  | Dundrod           | 500 cm³                                                                | Stan Woods (Suzuki)                          |                   |
| 1976  | Dundrod           | 1000 cm³                                                               | Geoff Barry (Yamaha)                         |                   |
|       |                   |                                                                        |                                              |                   |
| 1977  | Dundrod           | 250 cm³                                                                | Tom Herron (Yamaha)                          |                   |
| 1977  | Dundrod           | 350 cm³                                                                | Tom Herron (Yamaha)                          |                   |
| 1977  | Dundrod           | 500 cm³                                                                | John Williams (Suzuki)                       |                   |
| 1977  | Dundrod           | 1000 cm³                                                               | John Williams (Yamaha)                       |                   |
| 1977  | Dundrod           | Side-car                                                               | Mick Boddice / Chas Birks (Woodhouse-Yamaha) |                   |
|       |                   |                                                                        |                                              |                   |
| 1978  | Dundrod           | 250 cm³                                                                | Tom Herron (Yamaha)                          |                   |
| 1978  | Dundrod           | 350 cm³                                                                | Jon Ekerold (Yamaha)                         |                   |
| 1978  | Dundrod           | 500 cm³                                                                | John Williams (Suzuki)                       |                   |
| 1978  | Dundrod           | 1000 cm³                                                               | Tom Herron (Yamaha)                          |                   |
| 1978  | Dundrod           | Formula I                                                              | Tom Herron (Honda)                           |                   |
| 1978  | Dundrod           | Side-car                                                               | Mick Boddice / ? (Yamaha)                    |                   |
|       |                   |                                                                        |                                              |                   |
| 1979  | Dundrod           | 250 cm³                                                                | Ray McCullough (Yamaha)                      |                   |
| 1979  | Dundrod           | 350 cm³                                                                | Donnie Robinson (Yamaha)                     |                   |
| 1979  | Dundrod           | 500 cm³                                                                | Joey Dunlop (Suzuki)                         |                   |
| 1979  | Dundrod           | 1000 cm³                                                               | Joey Dunlop (Yamaha)                         |                   |
| 1979  | Dundrod           | Formula I                                                              | Ron Haslam (Honda)                           |                   |
| 1979  | Dundrod           | Formula II                                                             | Alan Jackson jr. (Honda)                     |                   |
| 1979  | Dundrod           | Formula III                                                            | Barry Smith (Yamaha)                         |                   |
|       |                   |                                                                        |                                              |                   |
| 1980  | Dundrod           | 250 cm³                                                                | Joey Dunlop (Yamaha)                         |                   |
| 1980  | Dundrod           | 350 cm³                                                                | Ray McCullough (Yamaha)                      |                   |
| 1980  | Dundrod           | 500 cm³                                                                | Donnie Robinson (Suzuki)                     |                   |
| 1980  | Dundrod           | Classic Race                                                           | Joey Dunlop (Suzuki)                         |                   |
| 1980  | Dundrod           | Formula I                                                              | Graeme Crosby (Suzuki)                       |                   |
| 1980  | Dundrod           | Formula II                                                             | Charlie Williams (Yamaha)                    |                   |
| 1980  | Dundrod           | Formula III                                                            | Ron Haslam (Honda)                           |                   |
|       |                   |                                                                        |                                              |                   |
| 1981  | Dundrod           | 250 cm³                                                                | Tony Rutter (Yamaha)                         |                   |
| 1981  | Dundrod           | 350 cm³                                                                | Graeme McGregor (Yamaha)                     |                   |
| 1981  | Dundrod           | 500 cm³                                                                | Gary Ligham (Suzuki)                         |                   |
| 1981  | Dundrod           | Classic Race                                                           | Tony Rutter (Honda)                          |                   |
| 1981  | Dundrod           | Formula I                                                              | Tony Rutter (Honda)                          |                   |
| 1981  | Dundrod           | Formula II                                                             | Phil Mellor (Yamaha)                         |                   |
| 1981  | Dundrod           | Formula III                                                            | Barry Smith (Yamaha)                         |                   |
|       |                   |                                                                        |                                              |                   |
| 1982  | Dundrod           | 250 cm³                                                                | Donnie Robinson (Yamaha)                     |                   |
| 1982  | Dundrod           | 350 cm³                                                                | Ray McCullough (Yamaha)                      |                   |
| 1982  | Dundrod           | 500 cm³                                                                | Paul Cranston (Yamaha)                       |                   |
| 1982  | Dundrod           | Classic Race                                                           | Roger Marshall (Suzuki)                      |                   |
| 1982  | Dundrod           | Formula I                                                              | Tony Rutter (Honda)                          |                   |
| 1982  | Dundrod           | Formula II                                                             | Tony Rutter (Ducati)                         |                   |
|       |                   |                                                                        |                                              |                   |
| 1983  | Dundrod           | 250 cm³                                                                | Brian Reid (Yamaha)                          |                   |
| 1983  | Dundrod           | 350 cm³                                                                | Brian Reid (Yamaha)                          |                   |
| 1983  | Dundrod           | 500 cm³                                                                | Roger Marshall (Honda)                       |                   |
| 1983  | Dundrod           | Formula I                                                              | Joey Dunlop (Honda)                          |                   |
| 1983  | Dundrod           | Formula II                                                             | Phil Mellor (Yamaha)                         |                   |
|       |                   |                                                                        |                                              |                   |
| 1984  | Dundrod           | 250 cm³                                                                | Joey Dunlop (Honda)                          |                   |
| 1984  | Dundrod           | 350 cm³                                                                | Trevor Steele (Yamaha)                       |                   |
| 1984  | Dundrod           | 500 cm³                                                                | Joey Dunlop (Honda)                          |                   |
| 1984  | Dundrod           | Formula I                                                              | Joey Dunlop (Honda)                          |                   |
| 1984  | Dundrod           | Formula II                                                             | John Weeden (Yamaha)                         |                   |
|       |                   |                                                                        |                                              |                   |
| 1985  | Dundrod           | 250 cm³                                                                | Joey Dunlop (Honda)                          |                   |
| 1985  | Dundrod           | 350 cm³                                                                | Steven Cull (Yamaha)                         |                   |
| 1985  | Dundrod           | 500 cm³                                                                | Joey Dunlop (Honda)                          |                   |
| 1985  | Dundrod           | Formula I                                                              | Joey Dunlop (Honda)                          |                   |
| 1985  | Dundrod           | Formula II                                                             | Brian Reid (Yamaha)                          |                   |
|       |                   |                                                                        |                                              |                   |
| 1986  | Dundrod           | 250 cm³                                                                | Steven Cull (Yamaha)                         |                   |
| 1986  | Dundrod           | 350 cm³                                                                | Eddie Laycock (Yamaha)                       |                   |
| 1986  | Dundrod           | Superstock                                                             | Phil Mellor (Suzuki)                         |                   |
| 1986  | Dundrod           | Formula I                                                              | Neil Robinson (Suzuki)                       |                   |
| 1986  | Dundrod           | Formula II                                                             | Eddie Laycock (Yamaha)                       |                   |
|       |                   |                                                                        |                                              |                   |
| 1987  | Dundrod           | 350 cm³                                                                | Brian Reid (Yamaha)                          |                   |
| 1987  | Dundrod           | Les autres courses sont annulées dû aux mauvais temps et à un accident |                                              |                   |
|       |                   |                                                                        |                                              |                   |
| 1988  | Dundrod           | 350 cm³ Course 1                                                       | Brian Reid (Yamaha)                          |                   |
| 1988  | Dundrod           | 350 cm³ Course 2                                                       | Joey Dunlop (Honda)                          |                   |
| 1988  | Dundrod           | Superstock                                                             | Nick Jefferies (Honda)                       |                   |
| 1988  | Dundrod           | Senior                                                                 | Eddie Laycock (Honda)                        |                   |
| 1988  | Dundrod           | Formula I                                                              | Carl Fogarty (Honda)                         |                   |
|       |                   |                                                                        |                                              |                   |
| 1989  | Dundrod           | 250 cm³                                                                | Eddie Laycock (Yamaha)                       |                   |
| 1989  | Dundrod           | Supersport 400                                                         | Eddie Laycock (Suzuki)                       |                   |
| 1989  | Dundrod           | Supersport 600                                                         | Brian Reid (Yamaha)                          |                   |
| 1989  | Dundrod           | Senior                                                                 | Eddie Laycock (Honda)                        |                   |
| 1989  | Dundrod           | 1000 cm³                                                               | Carl Fogarty (Honda)                         |                   |
| 1989  | Dundrod           | Formula I                                                              | Steve Hislop (Honda)                         |                   |
| 1989  | Dundrod           | Side-car (F2)                                                          | Derek Brindley / Nick Roche (Sabre)          |                   |
|       |                   |                                                                        |                                              |                   |
| 1990  | Dundrod           | 125 cm³                                                                | Robert Dunlop (Honda)                        |                   |
| 1990  | Dundrod           | 250 / 350 cm³                                                          | Brian Reid (Yamaha)                          |                   |
| 1990  | Dundrod           | 600 cm³                                                                | Steven Cull (Yamaha)                         |                   |
| 1990  | Dundrod           | Senior                                                                 | Eddie Laycock (Honda)                        |                   |
| 1990  | Dundrod           | Formula I                                                              | Joey Dunlop (Honda)                          |                   |
| 1990  | Dundrod           | Superbike                                                              | Steve Hislop (Honda)                         |                   |
|       |                   |                                                                        |                                              |                   |
| 1991  | Dundrod           | 125 cm³                                                                | Robert Dunlop (Honda)                        |                   |
| 1991  | Dundrod           | Junior                                                                 | Phillip McCallen (Honda)                     |                   |
| 1991  | Dundrod           | Supersport 400                                                         | Phillip McCallen (Honda)                     |                   |
| 1991  | Dundrod           | 600 cm³                                                                | Johnny Rea (Yamaha)                          |                   |
| 1991  | Dundrod           | 750 cm³ Course 1                                                       | Joey Dunlop (Honda)                          |                   |
| 1991  | Dundrod           | 750 cm³ Course 2                                                       | Joey Dunlop (Honda)                          |                   |
|       |                   |                                                                        |                                              |                   |
| 1992  | Dundrod           | 125 cm³                                                                | Robert Dunlop (Honda)                        |                   |
| 1992  | Dundrod           | 250 cm³                                                                | Brian Reid (Yamaha)                          |                   |
| 1992  | Dundrod           | Supersport 400                                                         | Brian Reid (Yamaha)                          |                   |
| 1992  | Dundrod           | 600 cm³                                                                | Ian Simpson (Honda)                          |                   |
| 1992  | Dundrod           | Senior Course 1                                                        | Robert Dunlop (Norton)                       |                   |
| 1992  | Dundrod           | Senior Course 2                                                        | Robert Dunlop (Norton)                       |                   |
|       |                   |                                                                        |                                              |                   |
| 1993  | Dundrod           | 125 cm³                                                                | Robert Dunlop (Honda)                        |                   |
| 1993  | Dundrod           | Junior                                                                 | Phillip McCallen (Honda)                     |                   |
| 1993  | Dundrod           | Supersport 400                                                         | Iain Duffus (Yamaha)                         |                   |
| 1993  | Dundrod           | 600 cm³                                                                | Phillip McCallen (Honda)                     |                   |
| 1993  | Dundrod           | Senior                                                                 | Phillip McCallen (Honda)                     |                   |
|       |                   |                                                                        |                                              |                   |
| 1994  | Dundrod           | 125 cm³                                                                | Joey Dunlop (Honda)                          |                   |
| 1994  | Dundrod           | 250 / 400 cm³ Course 1                                                 | Phillip McCallen (Honda)                     |                   |
| 1994  | Dundrod           | 250 / 400 cm³ Course 2                                                 | Phillip McCallen (Honda)                     |                   |
| 1994  | Dundrod           | 600 cm³                                                                | Phillip McCallen (Honda)                     |                   |
| 1994  | Dundrod           | Supermono                                                              | Jason Griffiths (Yamaha)                     |                   |
| 1994  | Dundrod           | Superbike Course 1                                                     | Joey Dunlop (Honda)                          |                   |
| 1994  | Dundrod           | Superbike Course 2                                                     | Phillip McCallen (Honda)                     |                   |
|       |                   |                                                                        |                                              |                   |
| 1995  | Dundrod           | 125 cm³                                                                | James Courtney (Honda)                       |                   |
| 1995  | Dundrod           | 250 / 400 cm³ Course 1                                                 | Joey Dunlop (Honda)                          |                   |
| 1995  | Dundrod           | 250 / 400 cm³ Course 2                                                 | Joey Dunlop (Honda)                          |                   |
| 1995  | Dundrod           | 600 cm³                                                                | Iain Duffus (Honda)                          |                   |
| 1995  | Dundrod           | Superbike Course 1                                                     | Joey Dunlop (Honda)                          |                   |
| 1995  | Dundrod           | Superbike Course 2                                                     | Robert Holden (Ducati)                       |                   |
| 1995  | Dundrod           | Side-car (F2)                                                          | Rob Fisher / Boyd Hutchinson (Yamaha)        |                   |
| 1995  | Dundrod           | Side-car (Open)                                                        | Dave Molyneux / Peter Hill (KRA)             |                   |
|       |                   |                                                                        |                                              |                   |
| 1996  | Dundrod           | 125 cm³                                                                | Phelim Owens (Honda)                         |                   |
| 1996  | Dundrod           | 250 cm³                                                                | Phillip McCallen (Honda)                     |                   |
| 1996  | Dundrod           | Junior                                                                 | Phillip McCallen (Honda)                     |                   |
| 1996  | Dundrod           | 600 cm³                                                                | Phillip McCallen (Honda)                     |                   |
| 1996  | Dundrod           | Superbike Course 1                                                     | Phillip McCallen (Honda)                     |                   |
| 1996  | Dundrod           | Superbike Course 2                                                     | Phillip McCallen (Honda)                     |                   |
| 1996  | Dundrod           | Side-car (F2)                                                          | Kenny Howles / Steve Pointer (Yamaha)        |                   |
| 1996  | Dundrod           | Side-car (Open)                                                        | Rob Fisher / Rick Long (Suzuki)              |                   |
|       |                   |                                                                        |                                              |                   |
| 1997  | Dundrod           | 125 cm³                                                                | Phelim Owens (Honda)                         |                   |
| 1997  | Dundrod           | 250 cm³                                                                | Owen McNally (Aprilia)                       |                   |
| 1997  | Dundrod           | Junior                                                                 | Joey Dunlop (Honda)                          |                   |
| 1997  | Dundrod           | 600 cm³                                                                | Bob Jackson (Honda)                          |                   |
| 1997  | Dundrod           | Superbike Course 1                                                     | Jason Griffiths (Honda)                      |                   |
| 1997  | Dundrod           | Superbike Course 2                                                     | Simon Beck (Kawasaki)                        |                   |
| 1997  | Dundrod           | Side-car (F2)                                                          | annulée                                      |                   |
| 1997  | Dundrod           | Side-car (Open)                                                        | annulée                                      |                   |
|       |                   |                                                                        |                                              |                   |
| 1998  | Dundrod           | 125 cm³                                                                | Robert Dunlop (Honda)                        |                   |
| 1998  | Dundrod           | 250 cm³                                                                | Ian Lougher (Honda)                          |                   |
| 1998  | Dundrod           | Junior                                                                 | Owen McNally (Aprilia)                       |                   |
| 1998  | Dundrod           | 600 cm³                                                                | Jason Griffiths (Honda)                      |                   |
| 1998  | Dundrod           | Superbike Course 1                                                     | Jason Griffiths (Honda)                      |                   |
| 1998  | Dundrod           | Superbike Course 2                                                     | Ian Simpson (Honda)                          |                   |
|       |                   |                                                                        |                                              |                   |
| 1999  | Dundrod           | 125 cm³                                                                | Phelim Owens (Honda)                         |                   |
| 1999  | Dundrod           | 250 cm³ Course 1                                                       | Alan Patterson (Honda)                       |                   |
| 1999  | Dundrod           | 250 cm³ Course 2                                                       | Owen McNally (Aprilia)                       |                   |
| 1999  | Dundrod           | 600 cm³                                                                | Iain Duffus (Honda)                          |                   |
| 1999  | Dundrod           | Superbike Course 1                                                     | David Jefferies (Honda)                      |                   |
| 1999  | Dundrod           | Superbike Course 2                                                     | Joey Dunlop (Honda)                          |                   |
|       |                   |                                                                        |                                              |                   |
| 2000  | Dundrod           | 125 cm³                                                                | Robert Dunlop (Honda)                        |                   |
| 2000  | Dundrod           | 600 cm³                                                                | Ian Lougher (Honda)                          |                   |
| 2000  | Dundrod           | Production                                                             | Adrian Archibald (Honda)                     |                   |
| 2000  | Dundrod           | Superbike Course 1                                                     | David Jefferies (Yamaha)                     |                   |
| 2000  | Dundrod           | Superbike Course 2                                                     | David Jefferies (Yamaha)                     |                   |
|       |                   |                                                                        |                                              |                   |
| 2001  | Dundrod           | 125 cm³                                                                | Robert Dunlop (Honda)                        |                   |
| 2001  | Dundrod           | 250 cm³                                                                | Neil Richardson (Yamaha)                     |                   |
| 2001  | Dundrod           | 600 cm³                                                                | Adrian Archibald (Honda)                     |                   |
| 2001  | Dundrod           | Production                                                             | Ian Lougher (Suzuki)                         |                   |
| 2001  | Dundrod           | UGP                                                                    | Adrian Archibald (Honda)                     |                   |
| 2001  | Dundrod           | Open                                                                   | Ian Lougher (Suzuki)                         |                   |
|       |                   |                                                                        |                                              |                   |
| 2002  | Dundrod           | 125 cm³                                                                | Darran Lindsay (Suzuki)                      |                   |
| 2002  | Dundrod           | 250 cm³                                                                | Darran Lindsay (Honda)                       |                   |
| 2002  | Dundrod           | Supersport 400                                                         | Ryan Farquhar (Kawasaki)                     |                   |
| 2002  | Dundrod           | 600 cm³                                                                | Ian Lougher (Suzuki)                         |                   |
| 2002  | Dundrod           | Production 600                                                         | Darran Lindsay (Suzuki)                      |                   |
| 2002  | Dundrod           | Production 1000                                                        | David Jefferies (Suzuki)                     |                   |
| 2002  | Dundrod           | UGP Course 1                                                           | Ian Lougher (Suzuki)                         |                   |
| 2002  | Dundrod           | UGP Course 2                                                           | Ian Lougher (Suzuki)                         |                   |
|       |                   |                                                                        |                                              |                   |
| 2003  | Dundrod           | 125 cm³                                                                | Robert Dunlop (Honda)                        |                   |
| 2003  | Dundrod           | Supersport 400                                                         | Iain Duffus (Kawasaki)                       |                   |
| 2003  | Dundrod           | 600 cm³                                                                | Ian Lougher (Suzuki)                         |                   |
| 2003  | Dundrod           | Production 600                                                         | Darran Lindsay (Suzuki)                      |                   |
| 2003  | Dundrod           | Production 1000                                                        | Bruce Anstey (Suzuki)                        |                   |
| 2003  | Dundrod           | UGP Course 1                                                           | Adrian Archibald (Suzuki)                    |                   |
| 2003  | Dundrod           | UGP Course 2                                                           | Ian Lougher (Suzuki)                         |                   |
|       |                   |                                                                        |                                              |                   |
| 2004  | Dundrod           | 125 cm³                                                                | Chris Palmer (Honda)                         |                   |
| 2004  | Dundrod           | Supersport 400                                                         | Anita Buxton (Kawasaki)                      |                   |
| 2004  | Dundrod           | 600 cm³                                                                | Bruce Anstey (Suzuki)                        |                   |
| 2004  | Dundrod           | Production 600                                                         | Bruce Anstey (Suzuki)                        |                   |
| 2004  | Dundrod           | Production 1000                                                        | Ryan Farquhar (Kawasaki)                     |                   |
| 2004  | Dundrod           | UGP Course 1                                                           | Bruce Anstey (Suzuki)                        |                   |
| 2004  | Dundrod           | UGP Course 2                                                           | annulée                                      |                   |
|       |                   |                                                                        |                                              |                   |
| 2005  | Dundrod           | 250 cm³                                                                | John McGuinness (Honda)                      |                   |
| 2005  | Dundrod           | Supersport Course 1                                                    | John McGuinness (Honda)                      |                   |
| 2005  | Dundrod           | Supersport Course 2                                                    | Ryan Farquhar (Kawasaki)                     |                   |
| 2005  | Dundrod           | Superstock                                                             | Ian Lougher (Honda)                          |                   |
| 2005  | Dundrod           | UGP Course 1                                                           | Ian Lougher (Honda)                          |                   |
| 2005  | Dundrod           | UGP Course 2                                                           | Ian Lougher (Honda)                          |                   |
|       |                   |                                                                        |                                              |                   |
| 2006  | Dundrod           | 250 cm³                                                                | Darran Lindsay (Honda)                       |                   |
| 2006  | Dundrod           | Supersport Course 1                                                    | Guy Martin (Yamaha)                          |                   |
| 2006  | Dundrod           | Supersport Course 2                                                    | Guy Martin (Yamaha)                          |                   |
| 2006  | Dundrod           | Superstock                                                             | Bruce Anstey (Suzuki)                        |                   |
| 2006  | Dundrod           | UGP Course 1                                                           | Guy Martin (Yamaha)                          |                   |
| 2006  | Dundrod           | UGP Course 2                                                           | Guy Martin (Yamaha)                          |                   |
|       |                   |                                                                        |                                              |                   |
| 2007  | Dundrod           | 250 cm³                                                                | William Dunlop (Honda)                       |                   |
| 2007  | Dundrod           | Supersport Course 1                                                    | Guy Martin (Yamaha)                          |                   |
| 2007  | Dundrod           | Supersport Course 2                                                    | annulée                                      |                   |
| 2007  | Dundrod           | Superstock                                                             | Ryan Farquhar (Kawasaki)                     |                   |
| 2007  | Dundrod           | UGP Course 1                                                           | Ian Hutchinson (Honda)                       |                   |
| 2007  | Dundrod           | UGP Course 2                                                           | annulée                                      |                   |
|       |                   |                                                                        |                                              |                   |
| 2008  | Dundrod           | annulée                                                                | annulée                                      |                   |
|       |                   |                                                                        |                                              |                   |
| 2009  | Dundrod           | Supertwin                                                              | Ryan Farquhar (Kawasaki)                     |                   |
| 2009  | Dundrod           | 250 cm³                                                                | William Dunlop (Honda)                       |                   |
| 2009  | Dundrod           | Supersport Course 1                                                    | Ryan Farquhar (Kawasaki)                     |                   |
| 2009  | Dundrod           | Supersport Course 2                                                    | William Dunlop (Yamaha)                      |                   |
| 2009  | Dundrod           | Superstock                                                             | Ian Hutchinson (Honda)                       |                   |
| 2009  | Dundrod           | UGP Course 1                                                           | Conor Cummins (Kawasaki)                     |                   |
| 2009  | Dundrod           | UGP Course 2                                                           | Guy Martin (Honda)                           |                   |
|       |                   |                                                                        |                                              |                   |
| 2010  | Dundrod           | Supertwin                                                              | Ryan Farquhar (Kawasaki)                     |                   |
| 2010  | Dundrod           | 250 cm³                                                                | Ian Lougher (Honda)                          |                   |
| 2010  | Dundrod           | Supersport Course 1                                                    | Keith Amor (Honda)                           |                   |
| 2010  | Dundrod           | Supersport Course 2                                                    | Ian Hutchinson (Honda)                       |                   |
| 2010  | Dundrod           | Superstock                                                             | Ian Hutchinson (Honda)                       |                   |
| 2010  | Dundrod           | UGP Course 1                                                           | Ian Hutchinson (Honda)                       |                   |
| 2010  | Dundrod           | UGP Course 2                                                           | Bruce Anstey (Suzuki)                        |                   |
|       |                   |                                                                        |                                              |                   |
| 2011  | Dundrod           | Supertwin                                                              | Ryan Farquhar (Kawasaki)                     |                   |
| 2011  | Dundrod           | 250 cm³                                                                | Ian Lougher (Honda)                          |                   |
| 2011  | Dundrod           | Supersport Course 1                                                    | Michael Dunlop (Yamaha)                      |                   |
| 2011  | Dundrod           | Supersport Course 2                                                    | Michael Dunlop (Yamaha)                      |                   |
| 2011  | Dundrod           | Superstock                                                             | Michael Dunlop (Kawasaki)                    |                   |
| 2011  | Dundrod           | Superbike Course 1                                                     | Bruce Anstey (Honda)                         |                   |
| 2011  | Dundrod           | Superbike Course 2                                                     | Guy Martin (Suzuki)                          |                   |
|       |                   |                                                                        |                                              |                   |
| 2012  | Dundrod           | Supertwin                                                              | Ryan Farquhar (Kawasaki)                     |                   |
| 2012  | Dundrod           | 250 cm³                                                                | Davy Morgan (Honda)                          |                   |
| 2012  | Dundrod           | Supersport Rennen 1                                                    | William Dunlop (Honda)                       |                   |
| 2012  | Dundrod           | Supersport Rennen 2                                                    | Bruce Anstey (Honda)                         |                   |
| 2012  | Dundrod           | Superstock                                                             | Michael Dunlop (Kawasaki)                    |                   |
| 2012  | Dundrod           | Superbike Rennen 1                                                     | Guy Martin (Suzuki)                          |                   |
| 2012  | Dundrod           | Superbike Rennen 2                                                     | Michael Dunlop (Honda)                       |                   |
|       |                   |                                                                        |                                              |                   |
| 2013  | Dundrod           | Ultralightweight                                                       | Ian Lougher (Honda)                          |                   |
| 2013  | Dundrod           | Lightweight                                                            | Ivan Lintin (Kawasaki)                       |                   |
| 2013  | Dundrod           | Supersport Rennen 1                                                    | Guy Martin (Suzuki)                          |                   |
| 2013  | Dundrod           | Supersport Rennen 2                                                    | William Dunlop (Yamaha)                      |                   |
| 2013  | Dundrod           | Superstock                                                             | Michael Dunlop (Honda)                       |                   |
| 2013  | Dundrod           | Superbike Rennen 1                                                     | Guy Martin (Suzuki)                          |                   |
| 2013  | Dundrod           | Superbike Rennen 2                                                     | Guy Martin (Suzuki)                          |                   |
|       |                   |                                                                        |                                              |                   |
| 2014  | Dundrod           | Ultralightweight                                                       | Daley Mathison (Honda)                       |                   |
| 2014  | Dundrod           | Lightweight                                                            | James Cowton (Yamaha)                        |                   |
| 2014  | Dundrod           | Supertwins                                                             | Ivan Lintin (Kawasaki)                       |                   |
| 2014  | Dundrod           | Supersport Rennen 1                                                    | Annulé pour mauvais temps.                   |                   |
| 2014  | Dundrod           | Supersport Rennen 2                                                    | Bruce Anstey (Honda)                         |                   |
| 2014  | Dundrod           | Superstock                                                             | Dan Kneen (Suzuki)                           |                   |
| 2014  | Dundrod           | Superbike Rennen 1                                                     | Bruce Anstey (Honda)                         |                   |
| 2014  | Dundrod           | Superbike Rennen 2                                                     | Annulé pour mauvais temps.                   |                   |
|       |                   |                                                                        |                                              |                   |
| 2015  | Dundrod           | Ultralightweight                                                       | Christian Elkin (Honda)                      |                   |
| 2015  | Dundrod           | Lightweight                                                            | Sam Wilson (Honda)                           |                   |
| 2015  | Dundrod           | Supertwins                                                             | Derek McGee (Kawasaki)                       |                   |
| 2015  | Dundrod           | Supersport Rennen 1                                                    | Lee Johnston (Triumph)                       |                   |
| 2015  | Dundrod           | Supersport Rennen 2                                                    | Lee Johnston (Triumph)                       |                   |
| 2015  | Dundrod           | Superstock                                                             | Lee Johnston (BMW)                           |                   |
| 2015  | Dundrod           | Superbike Rennen 1                                                     | Bruce Anstey (Honda)                         |                   |
| 2015  | Dundrod           | Superbike Rennen 2                                                     | Peter Hickman (BMW)                          |                   |
|       |                   |                                                                        |                                              |                   |
| 2016  | Dundrod           | Ultralightweight                                                       | Christian Elkin (Honda)                      |                   |
| 2016  | Dundrod           | Lightweight                                                            | Neil Kernohan (Honda)                        |                   |
| 2016  | Dundrod           | Supertwins                                                             | Daniel Cooper (Kawasaki)                     |                   |
| 2016  | Dundrod           | Supersport Rennen 1                                                    | Bruce Anstey (Honda)                         |                   |
| 2016  | Dundrod           | Supersport Rennen 2                                                    | Ian Hutchinson (Yamaha)                      |                   |
| 2016  | Dundrod           | Superstock                                                             | Ian Hutchinson (BMW)                         |                   |
| 2016  | Dundrod           | Superbike Rennen 1                                                     | Ian Hutchinson (BMW)                         |                   |
| 2016  | Dundrod           | Superbike Rennen 2                                                     | Ian Hutchinson (BMW)                         |                   |
| 2016  | Dundrod           | Superpole                                                              | Bruce Anstey (Honda)                         |                   |
|       |                   |                                                                        |                                              |                   |
| 2017  | Dundrod           | Ultralightweight                                                       | Paul Robinson (Honda)                        |                   |
| 2017  | Dundrod           | Lightweight                                                            | Davy Morgan (Honda)                          |                   |
| 2017  | Dundrod           | Supertwins                                                             | Ivan Lintin (Kawasaki)                       |                   |
| 2017  | Dundrod           | Supersport Rennen 1                                                    | Peter Hickman (Triumph )                     |                   |
| 2017  | Dundrod           | Supersport Rennen 2                                                    | Peter Hickman (Triumph )                     |                   |
| 2017  | Dundrod           | Superstock                                                             | Peter Hickman (BMW)                          |                   |
| 2017  | Dundrod           | Superbike Rennen 1                                                     | Bruce Anstey (Honda)                         |                   |
| 2017  | Dundrod           | Superbike Rennen 2                                                     | Dean Harrison (Kawasaki)                     |                   |
|       |                   |                                                                        |                                              |                   |
| 2018  | Dundrod           | Ultralightweight                                                       | Michal Dokoupil (ArianeTech)                 |                   |
| 2018  | Dundrod           | Lightweight                                                            | Shaun Anderson (Honda)                       |                   |
| 2018  | Dundrod           | Supertwins                                                             | Ivan Lintin (Kawasaki)                       |                   |
| 2018  | Dundrod           | Supersport                                                             | Peter Hickman (Triumph )                     |                   |
| 2018  | Dundrod           | Superstock                                                             | Dean Harrison (Kawasaki)                     |                   |
| 2018  | Dundrod           | Superbike                                                              | Peter Hickman (BMW)                          |                   |
|       |                   |                                                                        |                                              |                   |
| 2019  | Dundrod           | Ultralightweight                                                       | Michal Dokoupil (ArianeTech)                 |                   |
| 2019  | Dundrod           | Lightweight                                                            | Neil Kernohan (Honda)                        |                   |
| 2019  | Dundrod           | Supertwins Rennen 1                                                    | Paul Jordan (Kawasaki)                       |                   |
| 2019  | Dundrod           | Supertwins Rennen 2                                                    | Christian Elkin (Kawasaki)                   |                   |
| 2019  | Dundrod           | Supersport Rennen 1                                                    | Peter Hickman (Triumph)                      |                   |
| 2019  | Dundrod           | Supersport Rennen 2                                                    | Peter Hickman (Triumph)                      |                   |
| 2019  | Dundrod           | Supersport Rennen 3                                                    | Peter Hickman (Triumph)                      |                   |
| 2019  | Dundrod           | Superstock                                                             | Peter Hickman (BMW)                          |                   |
| 2019  | Dundrod           | Superbike Rennen 1                                                     | Peter Hickman (BMW)                          |                   |
| 2019  | Dundrod           | Superbike Rennen 2                                                     | Peter Hickman (BMW)                          |                   |
| 2019  | Dundrod           | Superbike Rennen 3                                                     | Peter Hickman (BMW)                          |                   |

### Par nombre de victoires
| Nbre de victoire | Pilote |
| ---------------- | --- |
| 24               | Joey Dunlop |
| 14               | Phillip McCallen, Ian Lougher, Bruce Anstey |
| 13               | Peter Hickman |
| 11               | Guy Martin |
| 9                | Robert Dunlop, Brian Reid, Ryan Farquhar, Ian Hutchinson |
| 7                | Giacomo Agostini, Mike Hailwood, Bob Jackson, Ray McCullough, Stanley Woods |
| 6                | John Surtees, Bill Swallow, John Williams, Michael Dunlop |
| 5                | Maurice Cann, Wal Handley, Ron Haslam, Tom Herron, Eddie Laycock, Darran Lindsay, Tony Rutter, Carlo Ubbiali |
| 4                | Adrian Archibald, Iain Duffus, Jason Griffiths, David Jefferies, Jim Redman, Luigi Taveri, Joe Craig |
| 3                | Steven Cull, Leo Davenport, Geoff Duke, Freddie Frith, Gary Hocking, Robert Holden, Bill Ivy, Courtney Junk, Bill Lomas, Owen McNally, Phil Mellor, Ted Mellors, Phelim Owens, Phil Read, Donnie Robinson, Ernie Thomas, Graham Walker |